# Socijaldemokratska partija Hrvatske
Die Sozialdemokratische Partei Kroatiens (kroat. Socijaldemokratska partija Hrvatske, SDP) ist eine sozialdemokratische Partei in Kroatien.

## Geschichte
Die SDP entstand aus der ehemals Kommunistischen Partei Kroatiens (SKH). Bei den ersten freien Wahlen im Frühjahr 1990 trat sie mit zwei starken Flügeln als SKH-SDP an und gewann fast 22 Prozent der Stimmen. Der kommunistische Flügel unter Stanko Stojčević war für langsame wirtschaftliche Reformen mit dem Ziel eines reformierten Sozialismus. Der fortschrittliche Flügel mit Ivica Račan trat für politischen Pluralismus in einem souveränen Kroatien ein.
Der Reformflügel setzte sich nach den Wahlen 1990 durch und auf dem Parteitag vom 3. November 1990 wurde die Partei in Stranka demokratskih promjena (SDP, Partei der Demokratischen Veränderungen) umbenannt. Die SDP wandelte sich zu einer kroatischen sozialdemokratischen Partei. Viele kommunistische Mitglieder und ein großer Teil der Abgeordneten verließen die Partei. Die SDP verlor unter dem Führungstrio Ivica Račan, Zdravko Tomac und Dušan Bilandžić an Bedeutung.
Die SDP sprach vor allem städtische Wählerschichten an und hielt sich meist mit Kritik an der Politik der HDZ zurück. Im August 1992 erhielt die Partei bei den Parlamentswahlen elf Sitze, davon acht der serbischen Minderheitenstimmen.
Im April 1993 nannte sich die Partei in Socijaldemokratska Partija Hrvatske um.
Bei den Wahlen 1995 erhielt die Partei 8,9 % der Wählerstimmen, was 10 Sitzen entsprach und ein überraschend gutes Ergebnis war.
Im Sommer 1999 schlossen sich SDP und die sozialliberale HSLS zu einer oppositionellen Mitte-links-Koalition zusammen und gewannen die Parlamentswahlen am 3. Januar 2000 mit 45 % der Stimmen. Zusammen mit einem Oppositionsbündnis aus sechs kleineren Parteien erlangte die Opposition eine komfortable Mehrheit im Parlament. Die seit zehn Jahren regierende HDZ wurde damit abgelöst. Ministerpräsident wurde der SDP-Vorsitzende Ivica Račan. Der Präsidentschaftskandidat des Bündnisses von SDP und HSLS, der HSLS-Chef Dražen Budiša, konnte bei der Stichwahl am 7. Februar 2000 gegen Stipe Mesić mit 44 % nicht die Stimmenmehrheit erlangen. Nach den Parlamentswahlen 2003 ging die Regierungsmehrheit verloren und die SDP wurde zur wichtigsten Oppositionspartei in Kroatien.
Bei den Parlamentswahlen 2007 hatte die SDP zwar viele Stimmen hinzugewonnen. Da die HSLS sich aber für eine Regierungskoalition mit der HDZ entschied, blieb die SDP in der Opposition.
Seit dem 2. Juni 2007 war Zoran Milanović Parteivorsitzender. Am 26. November 2016 wurde Davor Bernardić zu seinem Nachfolger gewählt.
Ende 2010 wurde die Kukuriku-Koalition gegründet mit dem Ziel, bei den Parlamentswahlen am 4. Dezember 2011 gemeinsam mit HNS, IDS, HSU anzutreten.
Am 4. Dezember 2011 wurde Kukuriku unter Führung der SDP stimmenstärkste Fraktion und stellte bis zur Parlamentswahl im Jahr 2015 die Regierung. Seitdem befindet sie sich in der Opposition.

## Wahlen

### Parlamentswahl
| Jahr | Stimmen (Bündnis) | Stimmanteil | gewonnene Mandate | Differenz | Wahlbündnis            | Regierung  |
| ---- | ----------------- | ----------- | ----------------- | --------- | ---------------------- | ---------- |
| 1990 | 1001967           | 35 %        | 107/351           | -         | mit SSH                | Opposition |
| 1992 | 145419            | 5,5 %       | 11/138            | - 96      | -                      | Opposition |
| 1995 | 215839            | 8,4 %       | 10/127            | −1        | -                      | Opposition |
| 2000 | 1138318           | 38,7 %      | 43/151            | + 33      | mit HSLS, PGS und SBHS | Regierung  |
| 2003 | 560593            | 22,6 %      | 34/151            | - 9       | mit LIBRA, IDS und LS  | Opposition |
| 2007 | 775690            | 31,2 %      | 56/151            | + 22      | -                      | Opposition |
| 2011 | 958312            | 40,4 %      | 61/151            | + 5       | mit HNS, IDS und HSU   | Regierung  |
| 2015 | 744507            | 32,31 %     | 42/151            | - 19      |                        | Opposition |
| 2016 | 636602            | 33,82 %     | 38/151            | - 4       |                        | Opposition |
| 2020 | 116480            | 6,99 %      | 34/151            | - 4       |                        | Opposition |
| 2024 | 193051            | 9,10 %      | 37/151            | + 3       | Rijeke Pravde          | Opposition |

### Europawahl
| Jahr | Stimmen | Stimmanteil | gewonnene Mandate | Differenz | Fraktionszugehörigkeit |
| ---- | ------- | ----------- | ----------------- | --------- | ---------------------- |
| 2013 | 237778  | 32,07 %     | 5/12              | -         | S&D                    |
| 2014 | 275904  | 29,93 %     | 2/11              | - 3       | S&D                    |
| 2019 | 200976  | 18,71 %     | 4/12              | + 2       | S&D                    |
| 2024 | 192859  | 25,62 %     | 4/12              | ± 0       | S&D                    |